# Tiền hoa hồng
Việc thanh toán hoa hồng (tiếng Anh: commission) như thù lao cho các dịch vụ được cung cấp hoặc sản phẩm được bán là một cách phổ biến để thưởng cho nhân viên bán hàng. Các khoản thanh toán thường được tính toán dựa trên tỷ lệ phần trăm của hàng hóa được bán, một cách để các doanh nghiệp giải quyết vấn đề ông chủ và người đại diện bằng cách cố gắng điều chỉnh lại quyền lợi của nhân viên với các công ty của doanh nghiệp. Nhân viên bán hàng do đó được thanh toán, một phần hoặc toàn bộ, trên cơ sở các sản phẩm hoặc dịch vụ được bán thành công thay vì được thanh toán theo giờ, bởi doanh số bán hàng cố gắng hoặc bằng bất kỳ biện pháp nào khác.
Mặc dù có nhiều loại hệ thống hoa hồng tồn tại, một hình thức chung được gọi là thu nhập trên mục tiêu trong đó tỷ lệ hoa hồng dựa trên việc đạt được các mục tiêu cụ thể đã được thỏa thuận giữa quản lý và nhân viên bán hàng. Hoa hồng được dự định để tạo ra một động lực mạnh mẽ cho nhân viên để đầu tư nỗ lực tối đa vào công việc của họ.
Một trong những phương tiện phổ biến nhất để cố gắng điều chỉnh các mối quan tâm chính và đại lý là thiết kế một hợp đồng với các ưu đãi theo dõi hiệu suất đại lý. Lý thuyết chủ-đại lý cung cấp một lời giải thích cho sự khác biệt trên các công ty tiếp thị trong các loại kế hoạch bồi thường được sử dụng bởi họ, chẳng hạn như tiền lương cố định, hoa hồng trực tiếp hoặc kết hợp cả hai.
Thông thường, một công ty nắm lấy cơ cấu hoa hồng có thể không liên quan đến nhân viên, nhưng chỉ có thể tự thiết lập bằng cách sử dụng các nhà thầu độc lập. Một ví dụ ở Mỹ có thể là một đại lý bất động sản.
Hoa hồng không được cung cấp tại hầu hết các thực thể nhận quà tặng hoặc quà tặng. Điều này có khả năng chống lại ý chí của hầu hết các nhà tài trợ. Tuy nhiên, nó thường được lập luận rằng điều này sẽ làm tăng động lực và hiệu quả của những người yêu cầu quyên góp.
Các ngành công nghiệp, nơi một khoản hoa hồng thường được trả bao gồm bán xe, bán tài sản, môi giới bảo hiểm và nhiều công việc bán hàng khác. Tại Hoa Kỳ, một nhà môi giới bất động sản bán thành công tài sản có thể thu một khoản hoa hồng 6% giá bán, nhưng một người không bán được hàng sẽ không thu bất kỳ khoản bồi thường nào.

## Lời nói bóng gió hợp pháp
Năm 2011, Thống đốc California Jerry Brown đã ký vào luật AB 1396 sửa đổi Bộ luật Lao động California yêu cầu tất cả người sử dụng lao động phải trả tiền hoa hồng để ký hợp đồng bằng văn bản với nhân viên của họ về việc hoa hồng sẽ kiếm được, tính toán và trả tiền như thế nào. Luật mới, có hiệu lực vào ngày 1 tháng 1 năm 2013, tiếp tục tuyên bố rằng hoa hồng không bao gồm "tiền thưởng năng suất ngắn hạn như tiền thưởng cho nhân viên bán lẻ" và "kế hoạch thưởng và chia sẻ lợi nhuận, trừ khi có đề nghị của người sử dụng lao động để trả tỷ lệ phần trăm bán hàng hoặc lợi nhuận cố định làm đền bù cho công việc được thực hiện. "

## Vương quốc Anh
Trong ngành dịch vụ tài chính ở Vương quốc Anh, các quy tắc được đưa ra trong Đánh giá phân phối bán lẻ của ngày 31 tháng 12 năm 2012 có nghĩa là một cố vấn tài chính độc lập không thể nhận hoa hồng trong việc quản lý tài sản của khách hàng của họ. Theo quy định của Cơ quan quản lý tài chính, cố vấn bây giờ phải chấp nhận một cấu trúc phí trả trước cho khách hàng trước khi được tư vấn.
Đối với những khách hàng không muốn trả phí trả trước riêng biệt, có một tùy chọn để thanh toán các khoản phí được khấu trừ từ khoản đầu tư do nhà cung cấp sản phẩm nắm giữ. Những biện pháp mới này đã được nhiều người hoan nghênh, đặc biệt là trong ngành dịch vụ tài chính. Điều này đã dẫn đến những thay đổi trong trực tiếp đối với người tiêu dùng, khu vực không được tư vấn, với một số công ty hiện đang tính phí trả trước cho khách hàng cho các sản phẩm tài chính thay vì dùng hoa hồng cho các chính sách và đầu tư.